# Dumitru Niculescu (aviator)
Dumitru Niculescu (n. secolul al XX-lea – d. secolul al XX-lea) a fost un pilot român de aviație, as al Aviației Române din cel de-al Doilea Război Mondial.
Adjutantul av. Dumitru Niculescu a fost decorat cu Ordinul Virtutea Aeronautică de război cu spade, clasa Crucea de Aur (4 noiembrie 1941) pentru că „a atacat A. c. A. inamic dela Țiganca și Batâcu, precum și cel de la Tașlâc. A doborît în luptă aeriană un avion inamic.” și clasa Crucea de Aur cu prima și a doua baretă (1 iulie 1942) „pentru curajul și spiritul de sacrificiu dovedit în cele 90 misiuni de războiu executate pe timpul campaniei din 1941, în cursul cărora a reușit să doboare 3 avioane inamice: unui prin acțiune personală, iar celelalte două în cadrul patrulei”.

## Decorații
- Ordinul „Virtutea Aeronautică” de Război cu spade, clasa Crucea de Aur (4 noiembrie 1941)[1]
- Ordinul „Virtutea Aeronautică” de război cu spade, clasa Crucea de Aur cu prima și a doua baretă (1 iulie 1942)[2]